# Vielle-Louron
Ne doit pas être confondu avec Bordères-Louron.
Vielle-Louron est une commune française située dans le sud-est du département des Hautes-Pyrénées, en région Occitanie.
Sur le plan historique et culturel, la commune est dans le Pays d'Aure, constitué de la vallée de la Neste (en aval de Sarrancolin), de la vallée d'Aure (en amont de Sarrancolin) et de la vallée du Louron. Exposée à un climat de montagne, elle est drainée par divers petits cours d'eau. La commune possède un patrimoine naturel remarquable composé de quatre zones naturelles d'intérêt écologique, faunistique et floristique.
Vielle-Louron est une commune rurale qui compte 81 habitants en 2022, après avoir connu une forte hausse de la population depuis 1975..
Ses habitants sont appelés les Viellois.

## Géographie

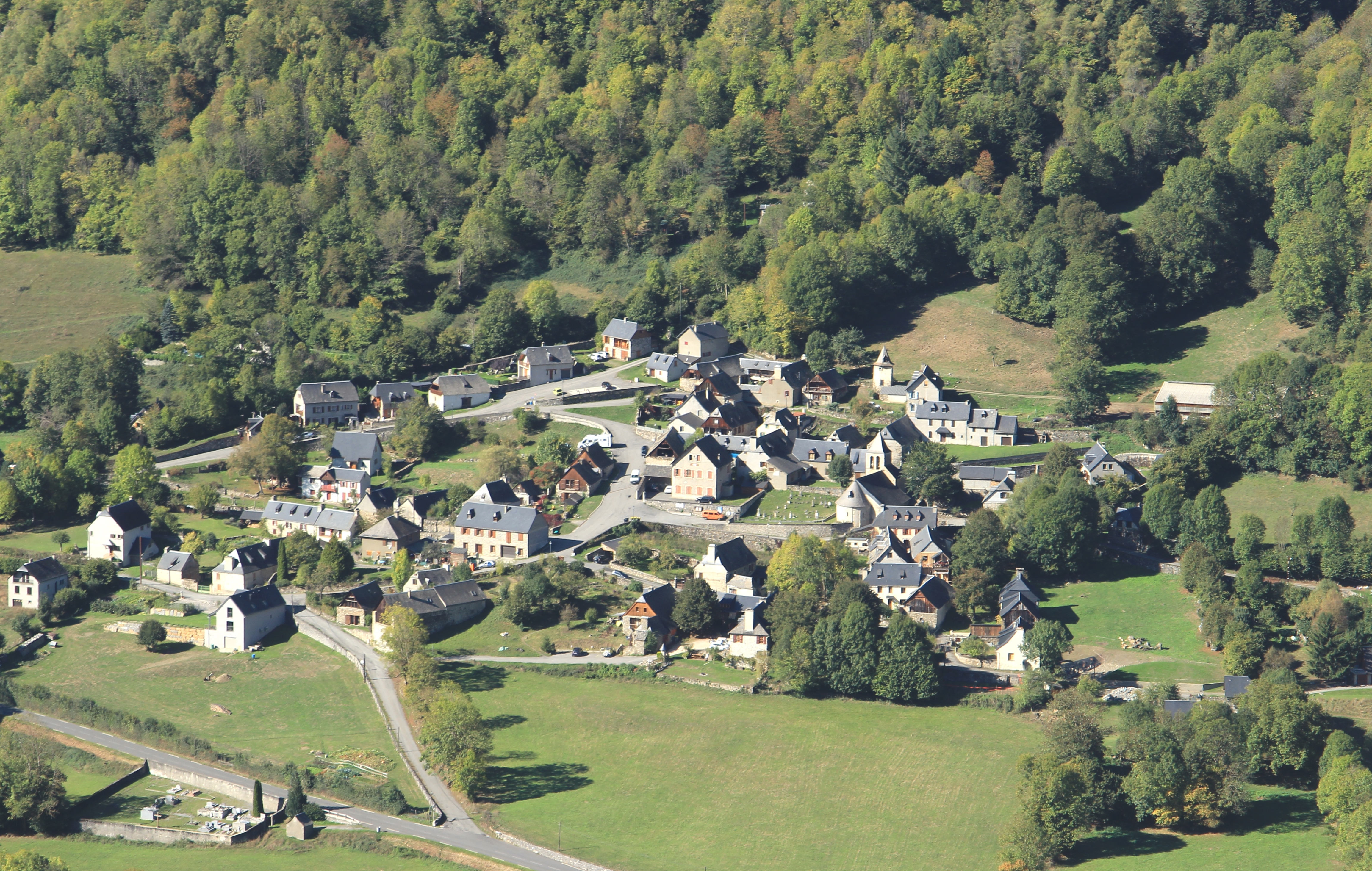
Vue en été.

### Localisation
La commune de Vielle-Louron se trouve dans le département des Hautes-Pyrénées, en région Occitanie.
Elle se situe à 52 km à vol d'oiseau de Tarbes, préfecture du département, à 33 km de Bagnères-de-Bigorre, sous-préfecture, et à 31 km de Capvern, bureau centralisateur du canton de Neste, Aure et Louron dont dépend la commune depuis 2015 pour les élections départementales.
La commune fait en outre partie du bassin de vie d'Arreau.
Les communes les plus proches sont : 
Avajan (1,0 km), Cazaux-Fréchet-Anéran-Camors (1,4 km), Adervielle-Pouchergues (1,6 km), Estarvielle (1,9 km), Armenteule (2,3 km), Génos (2,7 km), Mont (2,8 km), Loudervielle (3,1 km).
Sur le plan historique et culturel, Vielle-Louron fait partie du pays de la vallée d'Aure ou pays d'Aure, constitué de la vallée de la Neste (en aval de Sarrancolin), de la vallée d'Aure (en amont de Sarrancolin) et de la vallée du Louron (confluente à Arreau).
Vielle-Louron est limitrophe de cinq autres communes.

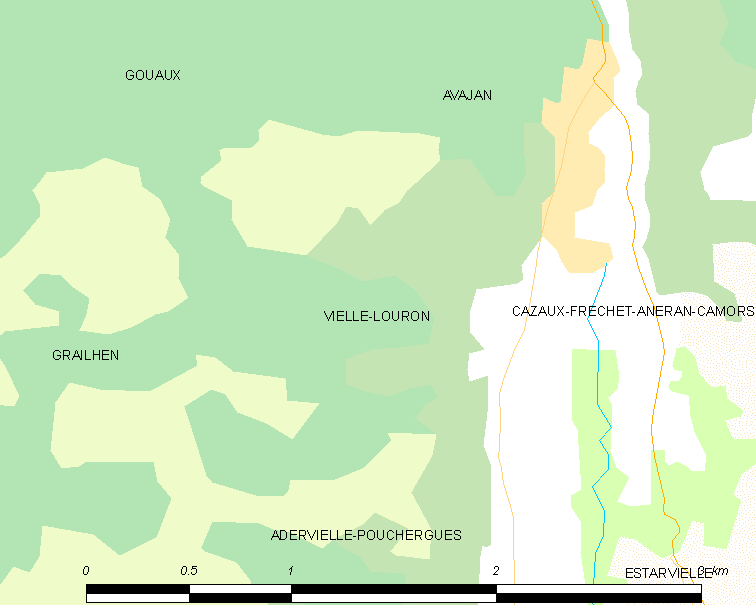
Carte de la commune de Vielle-Louron et des proches communes.

| Gouaux   | Avajan                 |                              |
| Grailhen | Vielle-Louron          | Cazaux-Fréchet-Anéran-Camors |
|          | Adervielle-Pouchergues |                              |

### Hydrographie
La commune est dans le bassin versant de la Garonne, au sein du bassin hydrographique Adour-Garonne. Elle est drainée par le ruisseau de Praderasse, constituant un réseau hydrographique de 2 km de longueur totale,.

### Climat
Le climat de Vielle-Louron est atypique du fait de sa position géographique, au centre des Pyrénées.
Selon la classification de Köppen, le climat de Vielle-Louron présente des caractéristiques montagnardes, continentales et océaniques. Les variations entre l'hiver et l'été peuvent être extrêmes. Les hivers sont habituellement très froids, avec des records extrêmes à –33 °C, cependant, des températures de 26 °C ont déjà été observées en plein mois de décembre. Les intersaisons (avril/mai, septembre/octobre), varient beaucoup entre le froid et le chaud d'une année à l'autre. L'été est agréable et doux, mais lorsque le vent de Sud souffle, les températures s'élèvent rapidement et deviennent même caniculaires (record à 43 °C).
| Mois                              | jan. | fév. | mars | avril | mai  | juin | jui. | août | sep. | oct. | nov. | déc. | année |
| --------------------------------- | ---- | ---- | ---- | ----- | ---- | ---- | ---- | ---- | ---- | ---- | ---- | ---- | ----- |
| Température minimale moyenne (°C) | −3   | −2,5 | −1   | 1     | 4,5  | 8    | 10   | 9    | 7,5  | 5    | 0,5  | −1,5 | 3,5   |
| Température moyenne (°C)          | 0,5  | 1    | 4    | 6     | 9,5  | 13,5 | 16   | 15   | 12,5 | 9    | 3,5  | 1,5  | 7,7   |
| Température maximale moyenne (°C) | 4    | 4,5  | 9    | 11    | 14,5 | 19   | 22   | 21   | 17,5 | 13   | 6,5  | 4,5  | 12    |
| Record de froid (°C)              | −27  | −33  | −18  | −12   | −5   | −0,5 | 1,5  | 1    | −1,5 | −8,5 | −13  | −17  | −33   |
| Record de chaleur (°C)            | 18   | 20   | 26   | 28    | 35   | 38   | 43   | 42   | 34   | 31   | 28   | 26   | 43    |
| Ensoleillement (h)                | 45   | 60   | 96   | 143   | 191  | 227  | 252  | 232  | 186  | 144  | 84   | 61   | 1 721 |
| Précipitations (mm)               | 109  | 75   | 99   | 150   | 162  | 130  | 113  | 111  | 124  | 143  | 148  | 120  | 1 484 |
| dont neige (cm)                   | 45   | 32   | 20   | 2     | 0    | 0    | 0    | 0    | 0    | 3    | 28   | 50   | 180   |

| Diagramme climatique                                  |           |       |        |            |        |         |        |            |        |           |            |
| J                                                     | F         | M     | A      | M          | J      | J       | A      | S          | O      | N         | D          |
| 4−3109                                                | 4,5−2,575 | 9−199 | 111150 | 14,54,5162 | 198130 | 2210113 | 219111 | 17,57,5124 | 135143 | 6,50,5148 | 4,5−1,5120 |
| Moyennes : • Temp. maxi et mini °C • Précipitation mm |           |       |        |            |        |         |        |            |        |           |            |

### Milieux naturels et biodiversité
L’inventaire des zones naturelles d'intérêt écologique, faunistique et floristique (ZNIEFF) a pour objectif de réaliser une couverture des zones les plus intéressantes sur le plan écologique, essentiellement dans la perspective d’améliorer la connaissance du patrimoine naturel national et de fournir aux différents décideurs un outil d’aide à la prise en compte de l’environnement dans l’aménagement du territoire.
Deux ZNIEFF de type 1 sont recensées sur la commune :
« la Neste du Louron et ses affluents » (145 ha), couvrant 15 communes du département et 
le « massif entre les Nestes d'Aure et du Louron » (2 749 ha), couvrant 16 communes du département
et deux ZNIEFF de type 2, : 
- les « Garonne amont, Pique et Neste » (1 788 ha), couvrant 112 communes dont 42 dans la Haute-Garonne et 70 dans les Hautes-Pyrénées[12] ;
- la « Haute vallée d'Aure » (43 605 ha), couvrant 38 communes du département[13].

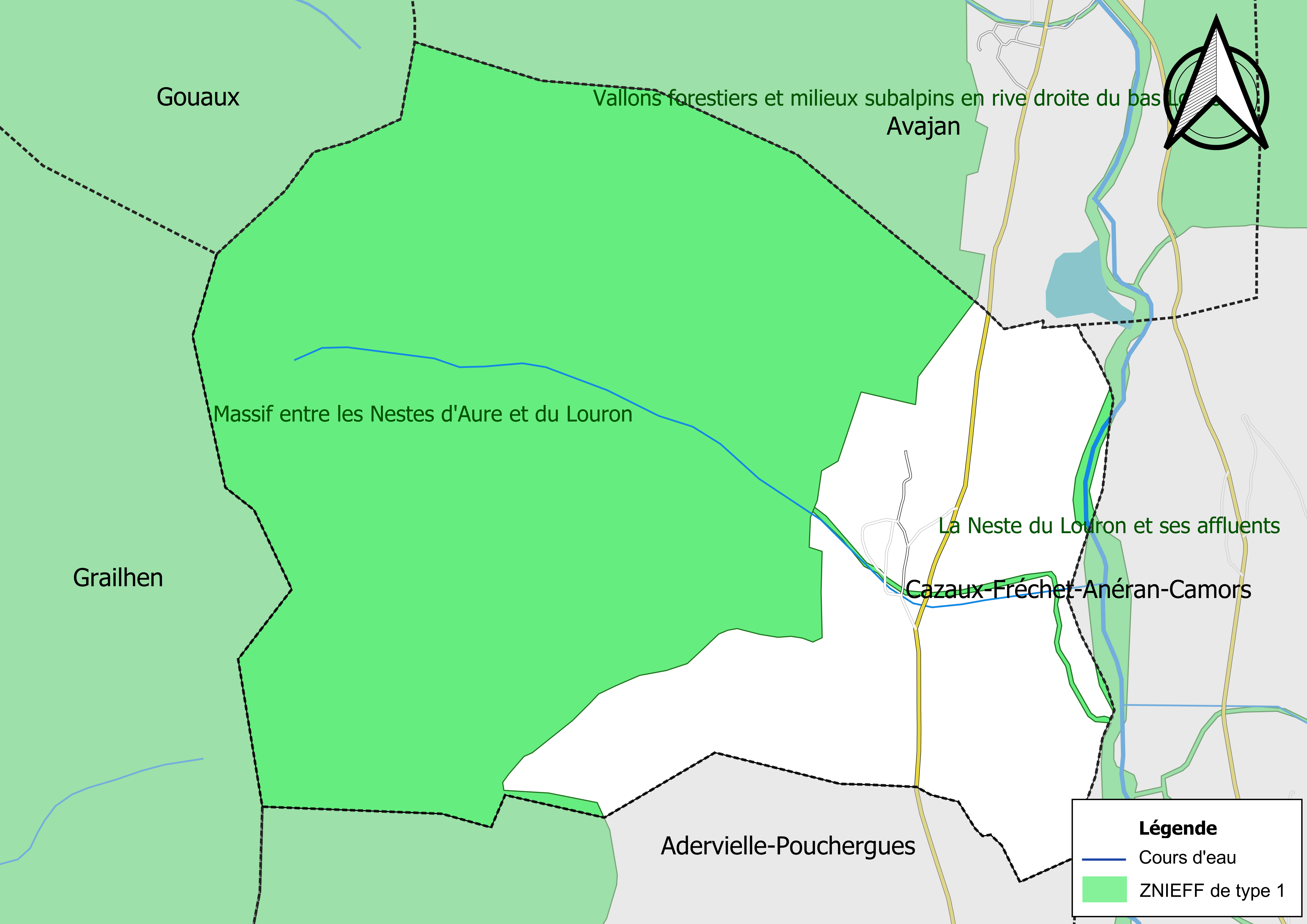
Carte des ZNIEFF de type 1 sur la commune.
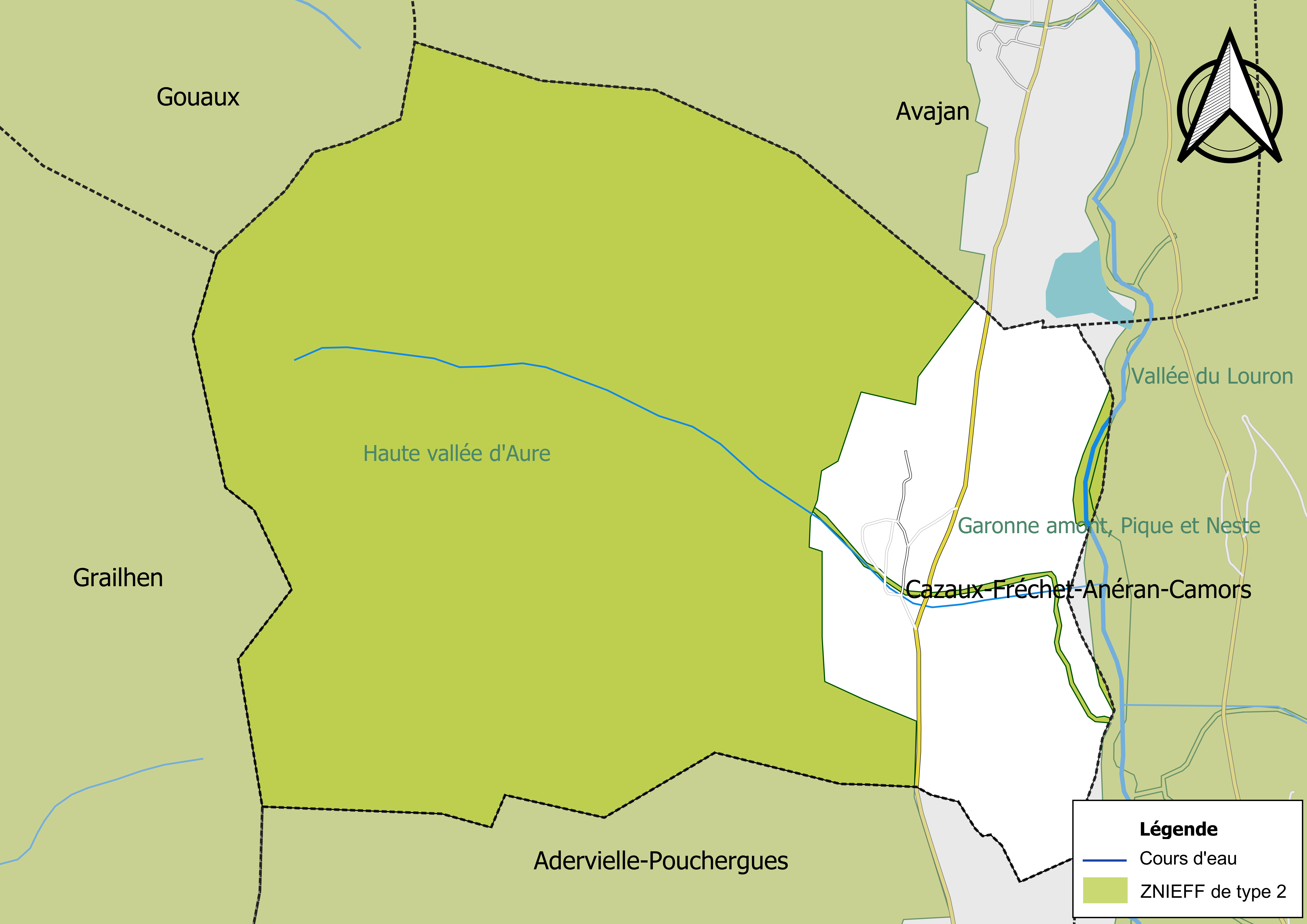
Carte des ZNIEFF de type 2 sur la commune.

## Urbanisme

### Typologie
Au 1er janvier 2024, Vielle-Louron est catégorisée commune rurale à habitat dispersé, selon la nouvelle grille communale de densité à sept niveaux définie par l'Insee en 2022.
Elle est située hors unité urbaine et hors attraction des villes,.

### Occupation des sols
L'occupation des sols de la commune, telle qu'elle ressort de la base de données européenne d’occupation biophysique des sols Corine Land Cover (CLC), est marquée par l'importance des forêts et milieux semi-naturels (80,8 % en 2018), une proportion identique à celle de 1990 (80,8 %). La répartition détaillée en 2018 est la suivante : 
forêts (61,3 %), milieux à végétation arbustive et/ou herbacée (19,5 %), prairies (18,2 %), zones urbanisées (1 %).
L'IGN met par ailleurs à disposition un outil en ligne permettant de comparer l’évolution dans le temps de l’occupation des sols de la commune (ou de territoires à des échelles différentes). Plusieurs époques sont accessibles sous forme de cartes ou photos aériennes : la carte de Cassini (XVIIIe siècle), la carte d'état-major (1820-1866) et la période actuelle (1950 à aujourd'hui).

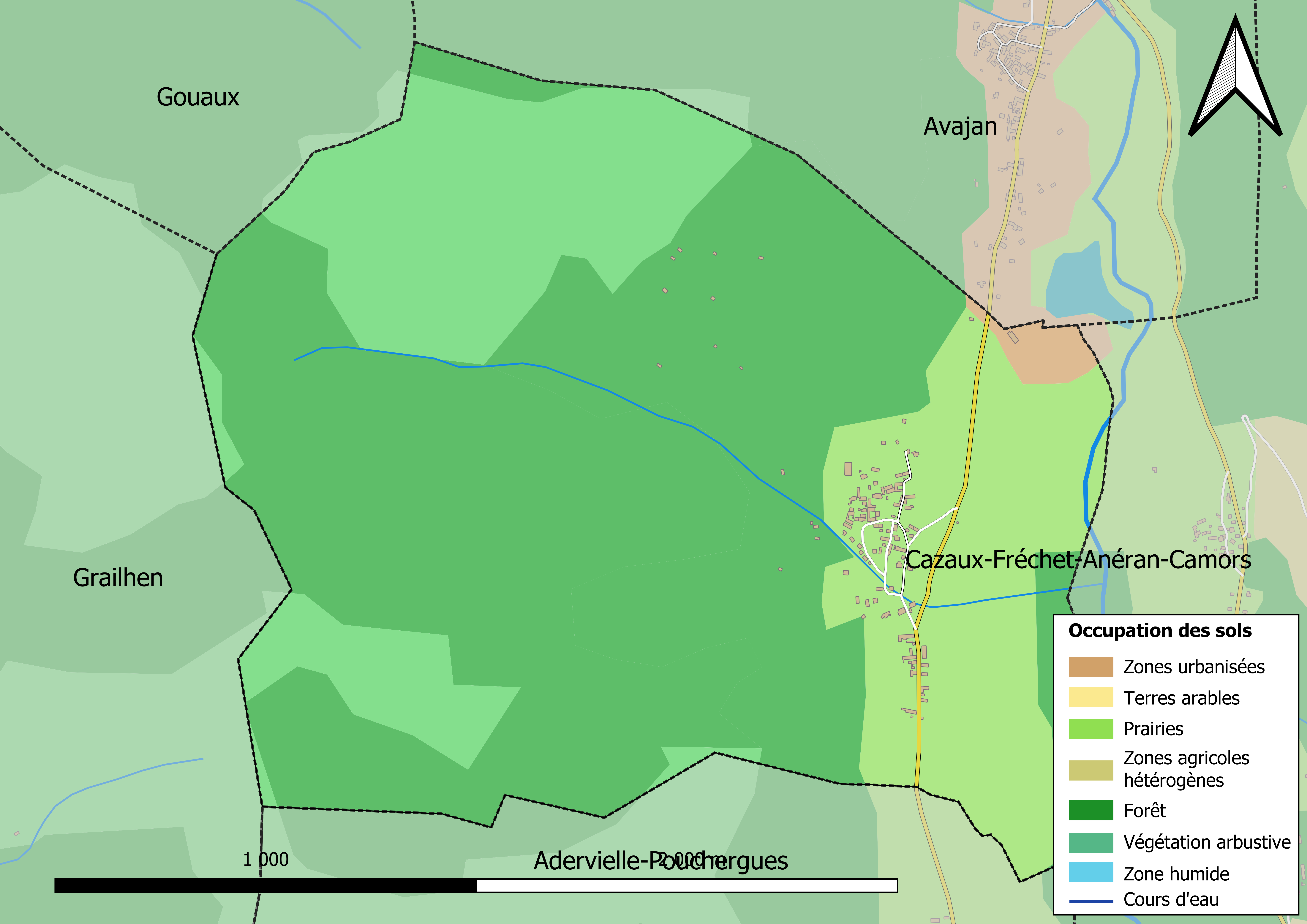
Carte des infrastructures et de l'occupation des sols en 2018 (CLC) de la commune.
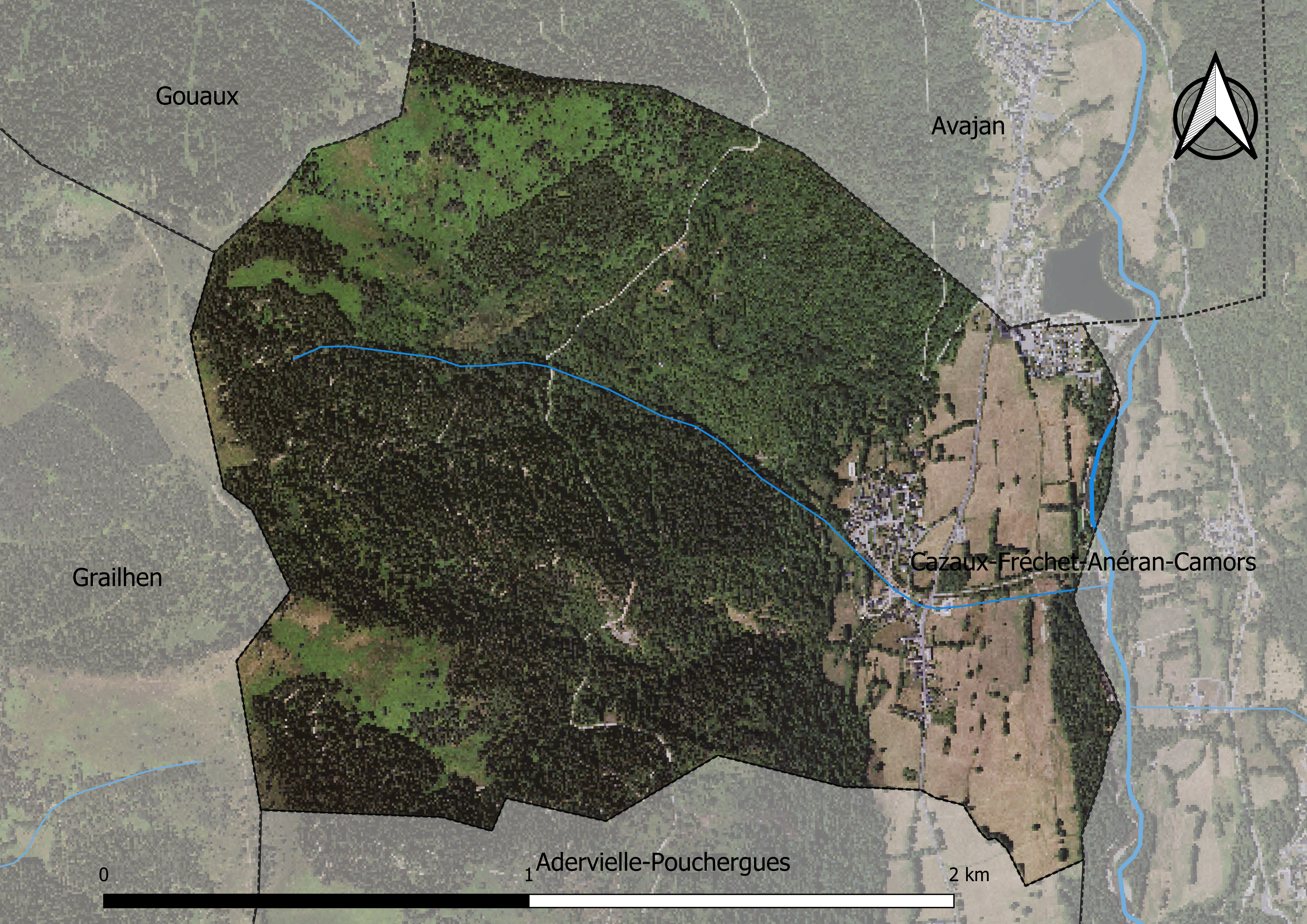
Carte orthophotogrammétrique de la commune.

### Voies de communication et transports
Cette commune est desservie par les routes départementales D 25 et D 425.

### Risques majeurs
Le territoire de la commune de Vielle-Louron est vulnérable à différents aléas naturels : météorologiques (tempête, orage, neige, grand froid, canicule ou sécheresse), inondations, feux de forêts, mouvements de terrains, avalanche  et séisme (sismicité moyenne). Un site publié par le BRGM permet d'évaluer simplement et rapidement les risques d'un bien localisé soit par son adresse soit par le numéro de sa parcelle.
Certaines parties du territoire communal sont susceptibles d’être affectées par le risque d’inondation par débordement de cours d'eau, notamment La cartographie des zones inondables en ex-Midi-Pyrénées réalisée dans le cadre du XIe Contrat de plan État-région, visant à informer les citoyens et les décideurs sur le risque d’inondation, est accessible sur le site de la DREAL Occitanie. La commune a été reconnue en état de catastrophe naturelle au titre des dommages causés par les inondations et coulées de boue survenues en 1982, 1999, 2001, 2009, 2012 et 2013,.
Vielle-Louron est exposée au risque de feu de forêt. Un plan départemental de protection des forêts contre les incendies a été approuvé par arrêté préfectoral le 21 avril 2020 pour la période 2020-2029. Le précédent couvrait la période 2007-2017. L’emploi du feu est régi par deux types de réglementations. D’abord le code forestier et l’arrêté préfectoral du 27 octobre 2014, qui réglementent l’emploi du feu à moins de 200 m des espaces naturels combustibles sur l’ensemble du département. Ensuite celle établie dans le cadre de la lutte contre la pollution de l’air, qui interdit le brûlage des déchets verts des particuliers. L’écobuage est quant à lui réglementé dans le cadre de commissions locales d’écobuage (CLE)

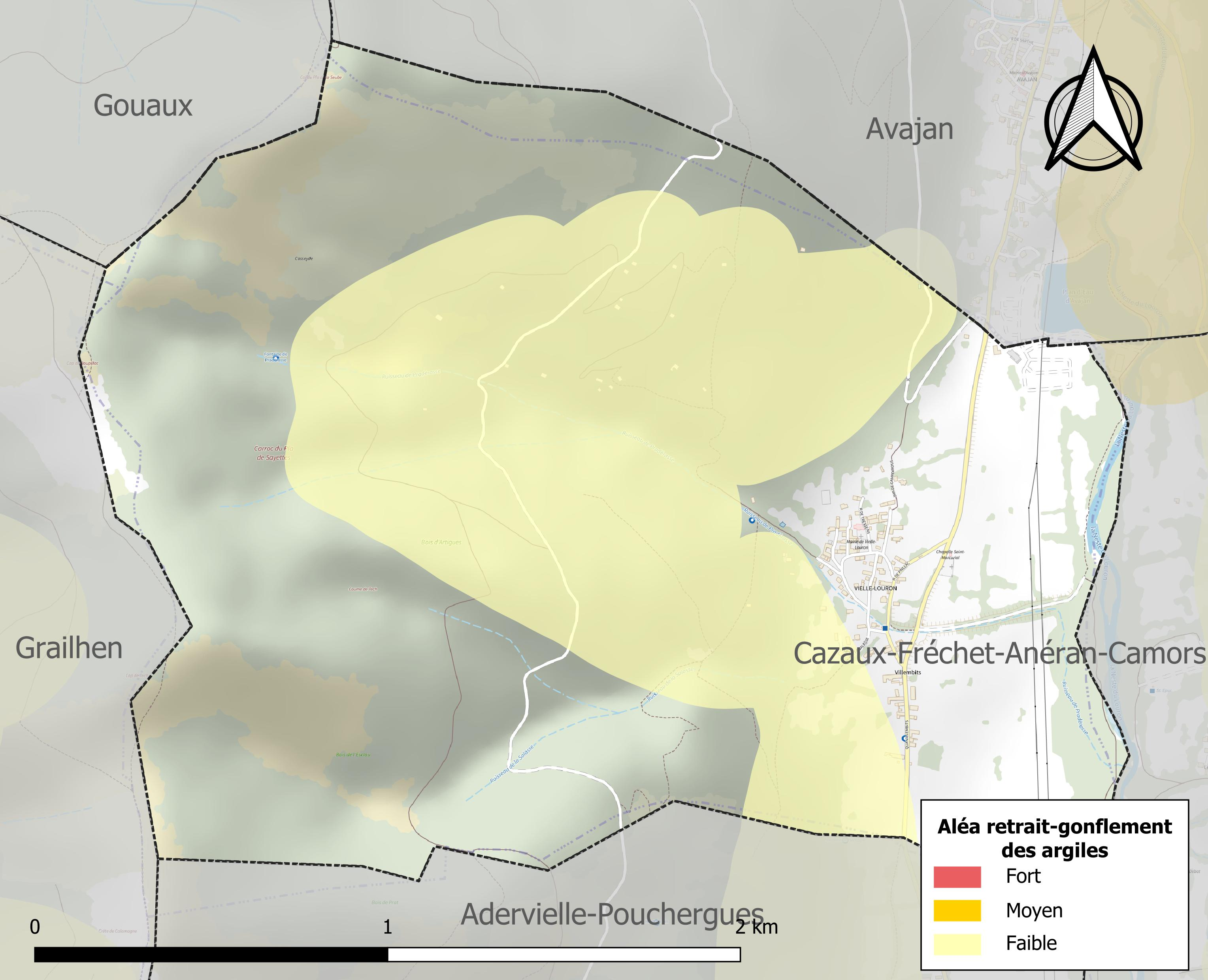
Carte des zones d'aléa retrait-gonflement des sols argileux de Vielle-Louron.

Les mouvements de terrains susceptibles de se produire sur la commune sont des mouvements de sols liés à la présence d'argile et des tassements différentiels.
Le retrait-gonflement des sols argileux est susceptible d'engendrer des dommages importants aux bâtiments en cas d’alternance de périodes de sécheresse et de pluie. La totalité de la commune est en aléa faible (44,5 % au niveau départemental et 48,5 % au niveau national). Sur les 70 bâtiments dénombrés sur la commune en 2019, aucun n'est en aléa moyen ou fort, à comparer aux 75 % au niveau départemental et 54 % au niveau national. Une cartographie de l'exposition du territoire national au retrait gonflement des sols argileux est disponible sur le site du BRGM,.
Par ailleurs, afin de mieux appréhender le risque d’affaissement de terrain, l'inventaire national des cavités souterraines permet de localiser celles situées sur la commune.
Concernant les mouvements de terrains, la commune a été reconnue en état de catastrophe naturelle au titre des dommages causés par des mouvements de terrain en 1999.
La commune est exposée aux risques d'avalanche. Les habitants exposés à ce risque doivent se renseigner, en mairie, de l’existence d’un plan de prévention des risques avalanches (PPRA). Le cas échéant, identifier les mesures applicables à l'habitation, identifier, au sein de l'habitation, la pièce avec la façade la moins exposée à l’aléa pouvant faire office, au besoin, de zone de confinement et équiper cette pièce avec un kit de situation d’urgence,.

## Toponymie

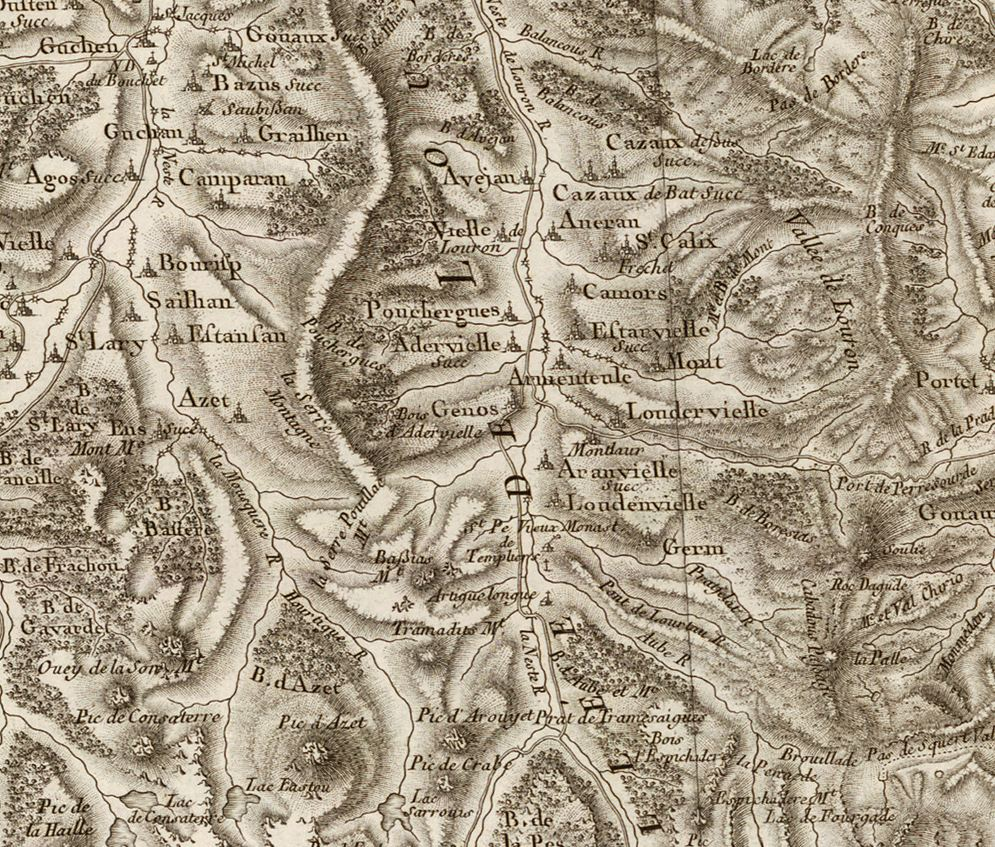
Extrait de la carte de Cassini (entre 1756 et 1789) situant Vielle-Louron au nord-ouest de Loudenvielle.

On trouvera les principales informations dans le Dictionnaire toponymique des communes des Hautes-Pyrénées de Michel Grosclaude et Jean-François Le Nail qui rapporte les dénominations historiques du village :
Dénominations historiques :
- De Villa, latin (1387, pouillé du Comminges) ;
- Viele de Loron (1767, Larcher, cartulaire du Comminges) ;
- Vielle (1790, Département 1 et 2).

Étymologie : du gascon vièla (du latin : villa) et nom de la vallée : Loron.
Nom occitan : Vièla de Loron.

## Politique et administration

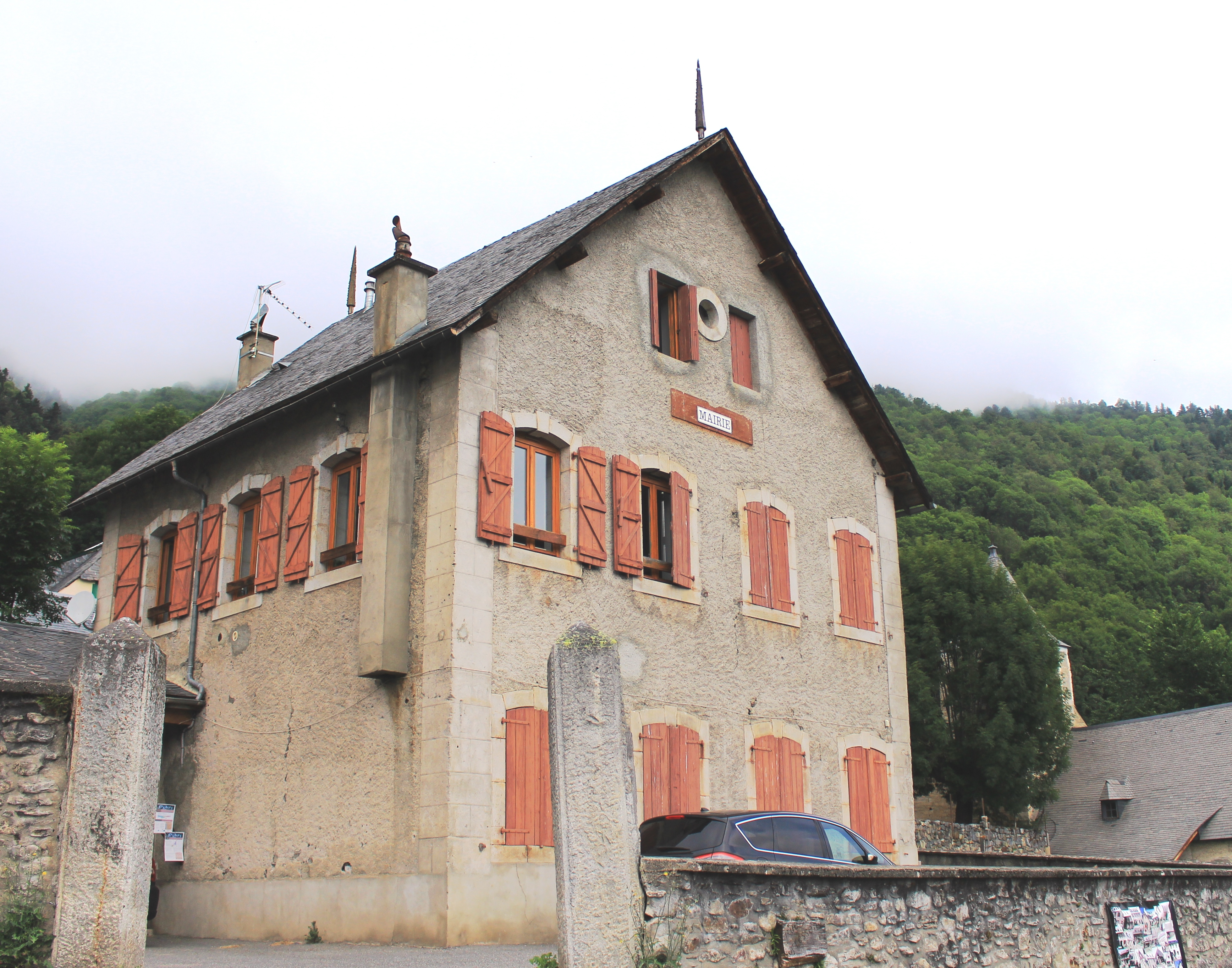
La mairie en 2019.

### Liste des maires
| Période                                    | Période   | Identité        | Étiquette | Qualité |
| ------------------------------------------ | --------- | --------------- | --------- | ------- |
| Les données manquantes sont à compléter.   |           |                 |           |         |
|                                            |           |                 |           |         |
| mars 2001                                  | 2016      | Victor Cascarre |           |         |
| 2016 (à la suite de la démission du maire) | mars 2020 | Serge Villega   |           |         |
| mars 2020                                  | En cours  | Victor Cascarre |           |         |

### Rattachements administratifs et électoraux

#### Intercommunalité
Vielle-Louron fait partie de la communauté de communes Aure Louron, créée au 1er janvier 2017, qui réunit 47 communes.

## Population et société

### Démographie

#### Évolution démographique
L'évolution du nombre d'habitants est connue à travers les recensements de la population effectués dans la commune depuis 1793. Pour les communes de moins de 10 000 habitants, une enquête de recensement portant sur toute la population est réalisée tous les cinq ans, les populations de référence des années intermédiaires étant quant à elles estimées par interpolation ou extrapolation. Pour la commune, le premier recensement exhaustif entrant dans le cadre du nouveau dispositif a été réalisé en 2005.

En 2022, la commune comptait 81 habitants, en évolution de −10,99 % par rapport à 2016 (Hautes-Pyrénées : +1,59 %, France hors Mayotte : +2,11 %).
| 1793 | 1800 | 1806 | 1821 | 1831 | 1836 | 1841 | 1846 | 1851 |
| ---- | ---- | ---- | ---- | ---- | ---- | ---- | ---- | ---- |
| 108  | 150  | 163  | 142  | 161  | 159  | 145  | 152  | 155  |

| 1856 | 1861 | 1866 | 1872 | 1876 | 1881 | 1886 | 1891 | 1896 |
| ---- | ---- | ---- | ---- | ---- | ---- | ---- | ---- | ---- |
| 169  | 166  | 168  | 153  | 149  | 136  | 151  | 132  | 119  |

| 1901 | 1906 | 1911 | 1921 | 1926 | 1931 | 1936 | 1946 | 1954 |
| ---- | ---- | ---- | ---- | ---- | ---- | ---- | ---- | ---- |
| 105  | 101  | 85   | 85   | 89   | 87   | 81   | 55   | 64   |

| 1962 | 1968 | 1975 | 1982 | 1990 | 1999 | 2005 | 2006 | 2010 |
| ---- | ---- | ---- | ---- | ---- | ---- | ---- | ---- | ---- |
| 61   | 55   | 47   | 47   | 40   | 51   | 73   | 75   | 80   |

| 2015 | 2020 | 2022 | - | - | - | - | - | - |
| ---- | ---- | ---- | - | - | - | - | - | - |
| 88   | 82   | 81   | - | - | - | - | - | - |

### Enseignement
La commune dépend de l'académie de Toulouse. Elle ne dispose plus d'école en 2019.

## Économie

### Emploi
|                | 2008  | 2013  | 2018  |
| -------------- | ----- | ----- | ----- |
| Commune        | 2 %   | 9,4 % | 8,2 % |
| Département    | 7,7 % | 9,4 % | 9,8 % |
| France entière | 8,3 % | 10 %  | 10 %  |

En 2018, la population âgée de 15 à 64 ans s'élève à 54 personnes, parmi lesquelles on compte 69,4 % d'actifs (61,2 % ayant un emploi et 8,2 % de chômeurs) et 30,6 % d'inactifs,. Depuis 2008, le taux de chômage communal (au sens du recensement) des 15-64 ans est inférieur à celui de la France et du département.
La commune est hors attraction des villes,. Elle compte 8 emplois en 2018, contre 24 en 2013 et 9 en 2008. Le nombre d'actifs ayant un emploi résidant dans la commune est de 35, soit un indicateur de concentration d'emploi de 24,2 % et un taux d'activité parmi les 15 ans ou plus de 55,4 %.
Sur ces 35 actifs de 15 ans ou plus ayant un emploi, 5 travaillent dans la commune, soit 16 % des habitants. Pour se rendre au travail, 87,5 % des habitants utilisent un véhicule personnel ou de fonction à quatre roues, 3,1 % les transports en commun, 6,2 % s'y rendent en deux-roues, à vélo ou à pied et 3,1 % n'ont pas besoin de transport (travail au domicile).

## Culture locale et patrimoine

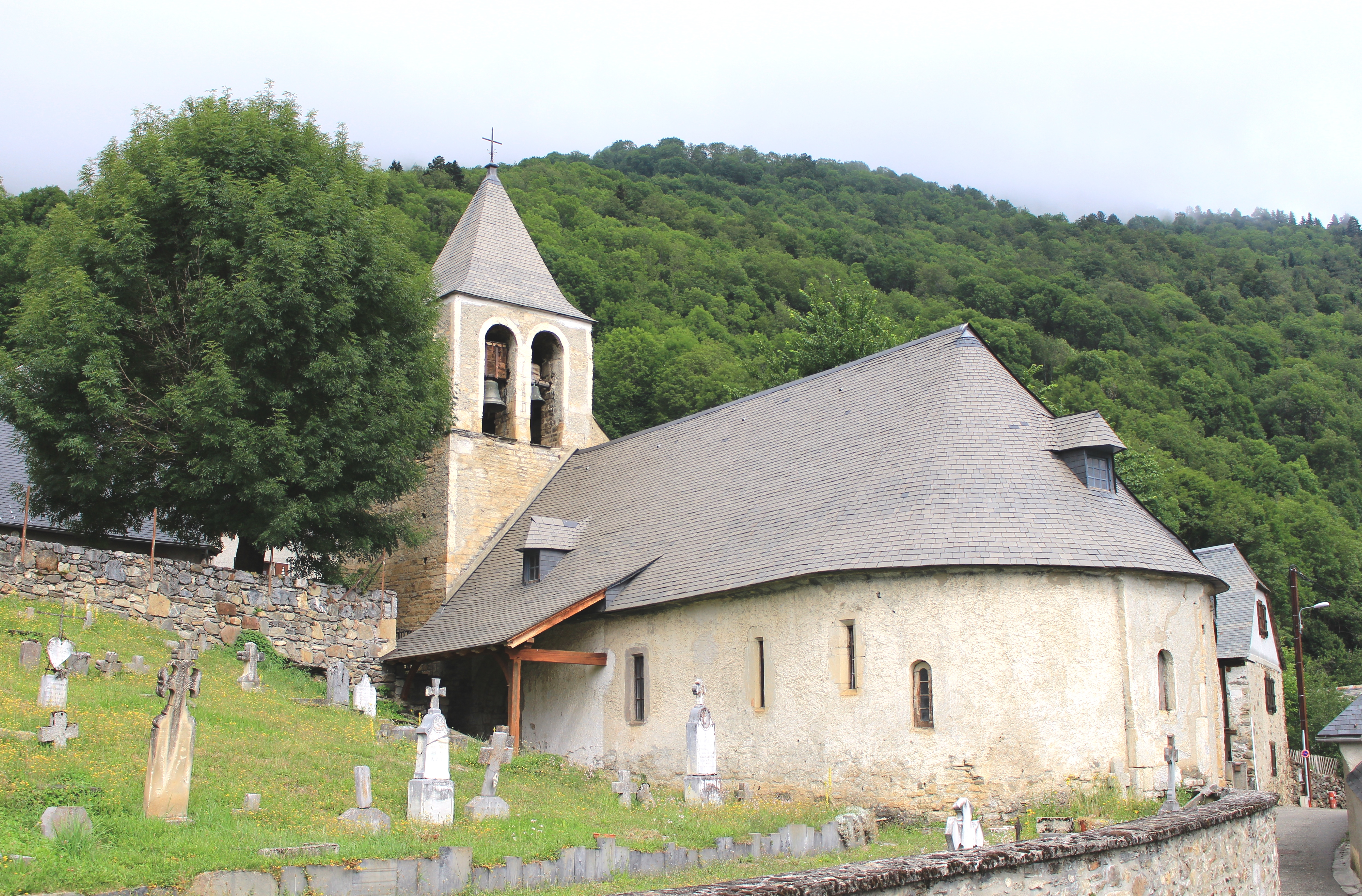
L'église Saint-Mercurial en 2019.

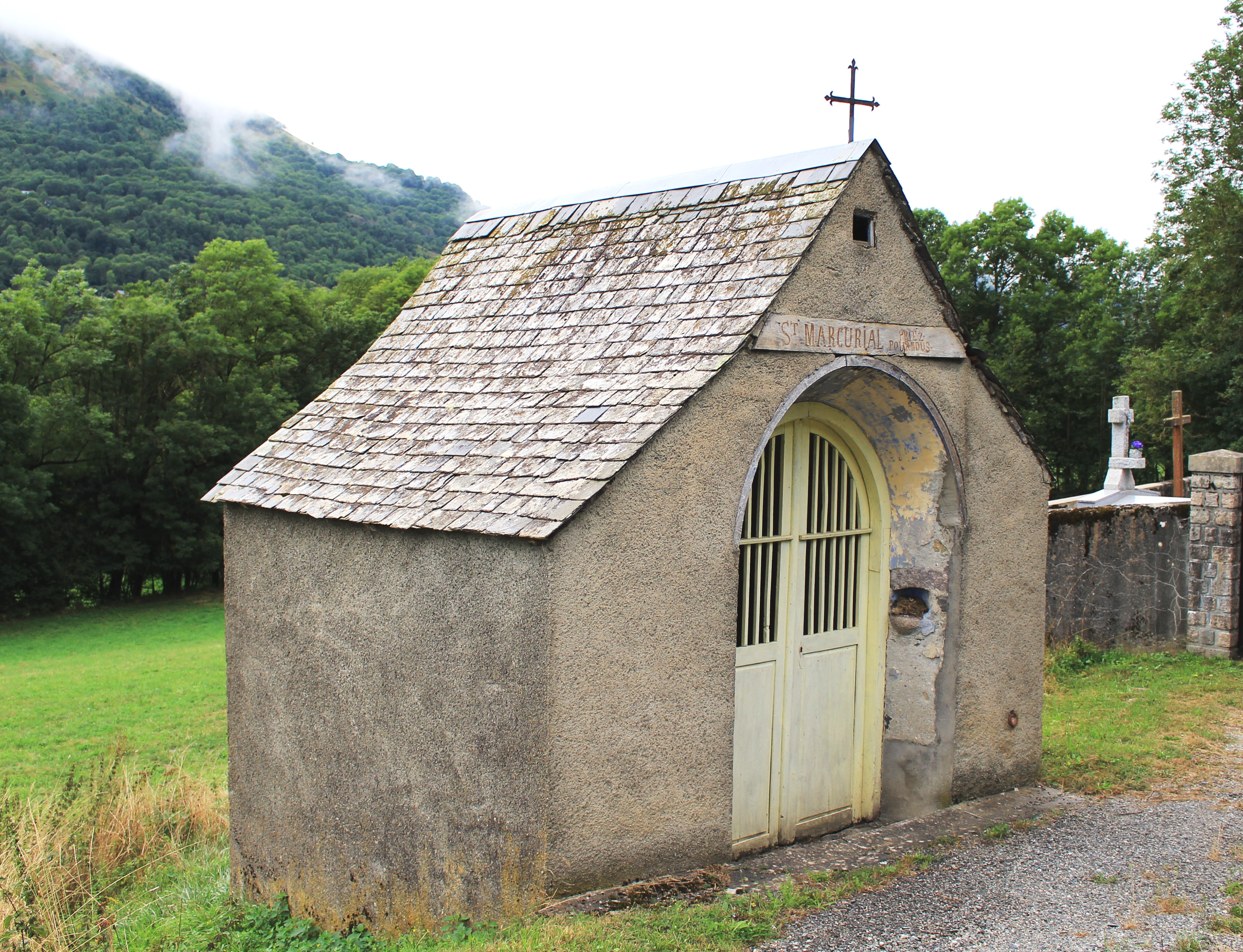
La chapelle Saint-Mercurial en 2021.

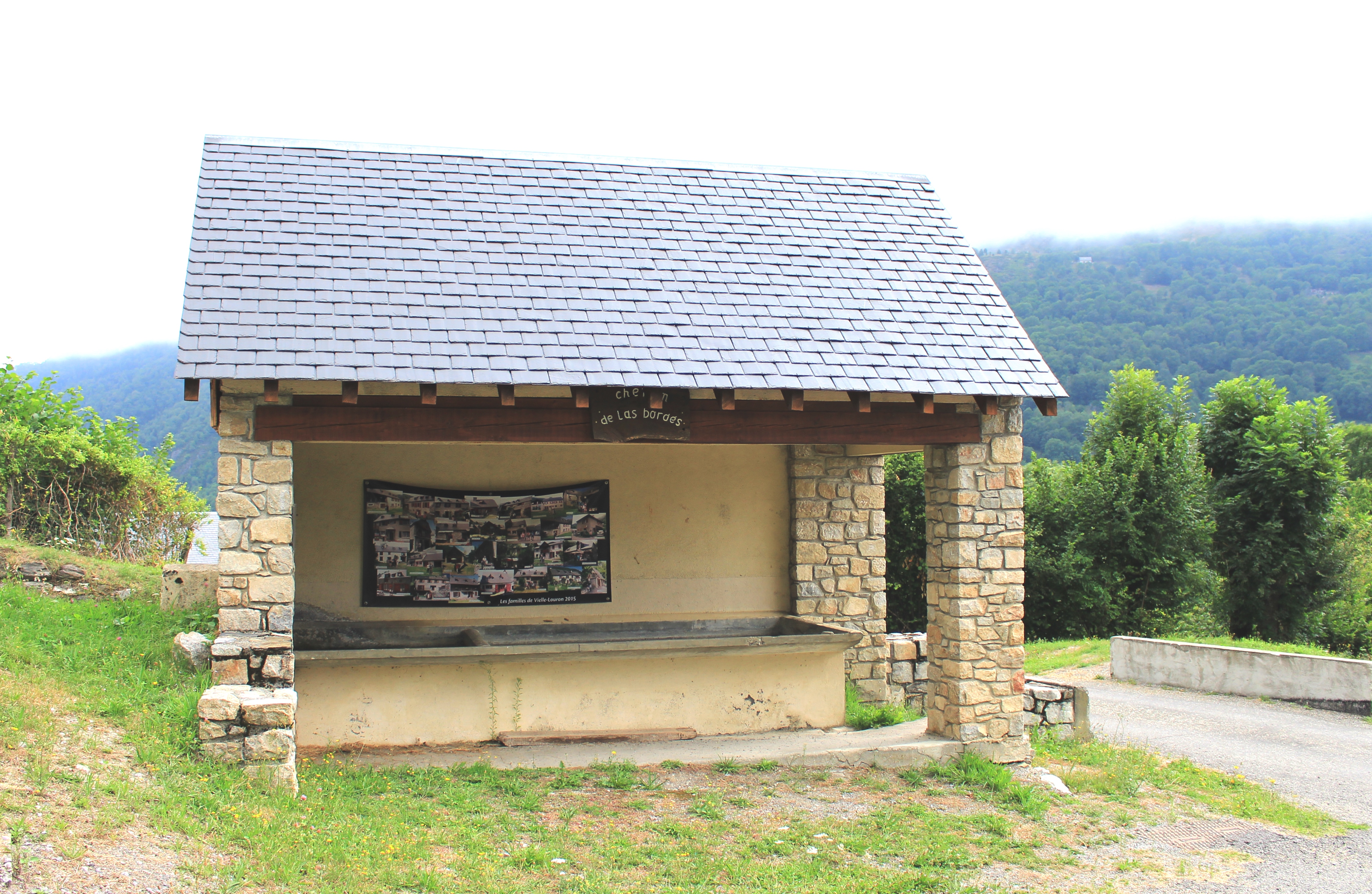
Le lavoir en 2019.

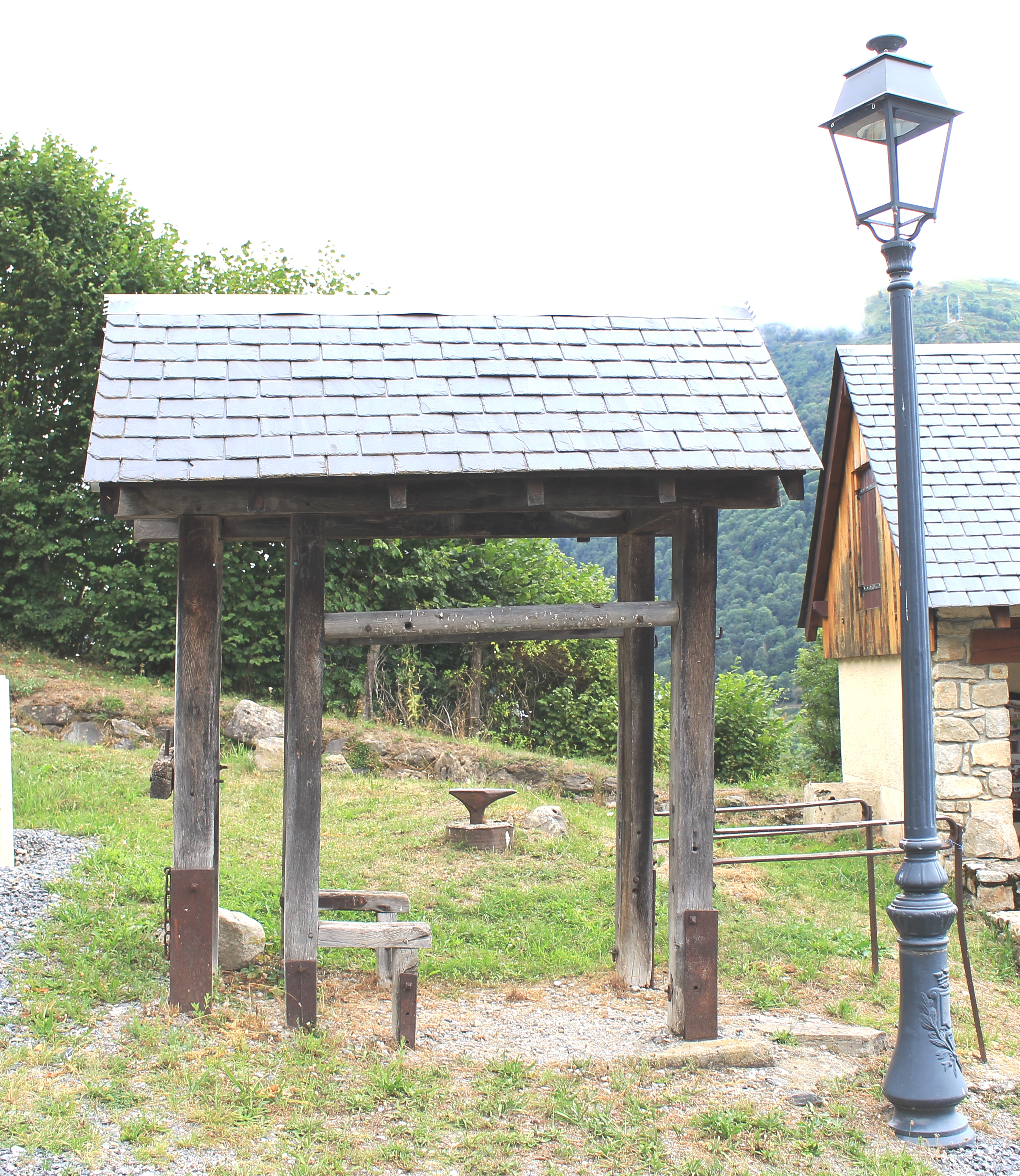
Le travail à ferrer.

### Lieux et monuments
- Église Saint-Mercurial, classée monument historique en 1979[32],[33]. Abrite un décor peint sur lambris datable des années 1600.
- La chapelle Saint-Mercurial.
- Croix monolithe du XVIe siècle sur le mur du cimetière, classée en 1955[34].
- Lavoir.

### Héraldique
| Blason | Blasonnement : D'argent au lion de gueules, à la bordure de sinople chargée de six besants d'or ordonnés deux en chef et deux à chacun des flancs. Commentaires : ce blason est officiel (vérifié auprès de la mairie). |